# Elementi (Euklid)
Euklid je bio Platonov student u Ateni, dok je većinu života proveo radeći u Aleksandriji, Egiptu, gdje je osnovao matematičku akademiju.  Njegovo čuveno djelo su "Elementi", koje je izvršilo ogroman utjecaj na zapadno akademsko mišljenje. Za "Elemente" se kaže da je poslije Biblije u ljudskoj povijesti najviše proučavano, prevađano i tiskano djelo. Doživjelo je 1700 izdanja. Euklid je sistematski opisivao ono što je izučavao, postavljao je više aksioma i teoreme izvodio iz stečenih zaključaka. Tako logična metoda istraživačkog rada održala se do dana današnjeg. Elementi su pisani u 13 knjiga, a u njima je Euklid iznio i nalaze svojih prethodnika, Pitagore i drugih, u vidu sistematskih dokaza, teorija i originalnih nalaza. U prvih šest tomova detaljno je obradio geometriju ravnine: trokute, kvadrate, pravokutnike, krugove, kao i teoriju proporcija. Sljedeća četiri toma obuhvaćaju razne teorije, uključujući i teoriju o neograničenim brojevima. Na Euklida i njegov rad, najveći utjecaj su imala dva značajna filozofa, Platon i Aristotel. Euklidovi Elementi imaju i danas kao što su imali i nekada veliki utjecaj na matematiku, te se smatraju temeljima matematike kakvu ju danas poznajemo. Euklidovi Elementi u sebi samima sadrže mnoge kontradikcije, koje su otkrivene tek nakon velikog vremenskog perioda i nakon većih saznanja na polju znanosti, kojima Euklid u svoje vrijeme nije raspolagao. Kako je bio pod utjecajem Platona i njegove filozofije, Euklidovi 'Elementi' najvećim dijelom nalikuju na platonističke figure.
Ovo je sve jako loše napisano, molim reviziju.

## Kratki pregled Euklidovih elemenata
Elementi su sazdani na podiju aksioma, postulata i definicija koji nisu i nikad ne mogu biti dokazani. U Elementima je Euklid pristupio izgradnji geometrije u duhu Platonove i Aristotelove koncepcije deduktivne znanosti. Treba iz tog razloga prvo odabrati temeljne pojmove, što su u ovom slučaju njegove definicije, a onda ići na daljnje razrađivanje tih istih, kod Euklida su to postulati i aksiomi. Euklid koristi Aristotelovu klasifikaciju, te dijeli aksiome na posebne i zajedničke (opće), gdje posebne aksiome naziva aitemata, odnosno današnji pojam postulat, koji se još tada na latinskome tako upotrebljavao.

## Euklidovi aksiomi
1. Stvari koje su jednake istoj stvari i međusobno su jednake.
2. Ako se jednakim stvarima dodaju jednake stvari, i cjeline su jednake.
3. Ako se od jednakih stvari oduzmu jednake stvari, i ostaci su jednaki.
4. Stvari koje se jedna s drugom poklapaju međusobno su jednake
5. Cjelina je veća od dijela.

## Euklidovi postulati
1. Neka se postulira da se od svake točke do svake točke povlači dužina.
2. I da se ograničena dužina neprekinuto produžuje u dužini.
3. I da se svakim središtem i udaljenošću opisuje krug.
4. I da su svi pravi kutovi međusobno jednaki.
5. I da ako dužina koja siječe dvije dužine čini unutarnje kutove s iste strane manjima od dva prava kuta, dvije dužine, neograničeno produžene, sastaju se s one strane na kojoj se kutovi manji od dva prava kuta.

Zato što su posebni aksiomi dobili ime postulat, mogli su zato opći aksiomi biti nazvani jednostavno "aksiomi" bez pridjeva "opći". Prva tri postulata se pripisuju Euklidovim prethodnicima, zbog nepovezanosti sviju pet. Euklid razmišlja o pravcu na način na koji se razmišlja i danas i njemu je činjenica, da je pravac određen dvjema točkama, apriorno evidentna. Četvrti postulat se može dokazati pomoću preostalih aksioma i postulata, te zbog toga u biti niti ne spada pod postulate. Uz aksiome i postulate daje i popis 23 definicija, koje se do danas nisu uspjele dokazati, no u matematici su prihvaćene i do danas nisu dane bolje definicije.

## Primjer nekolicine definicija iz prve knjige Euklidovih Elemenata
1. Točka je ono što nema dijelova.
2. Pravac je ono što nema širine.
3. Krajevi dužine su točke.
4. Površina je ono što ima samo dužinu i širinu.
5. Ravna linija (pravac) je ona na kojoj sve njezine točke podjednako leže.

(Definicije preuzete iz Euklid Elementi, str. 1-2)